# Адаптаціогенез
Адаптаціогенез (від грец. genesis — походження) — процес виникнення нових пристосувань в  еволюції.

## Концепція адаптаціогенезу
Гіпотези адаптаціогенезу ґрунтуються на еволюційній теорії  Ч. Дарвіна. На думку їх прихильників, еволюційний процес полягає, насамперед, в утворенні, накопиченні та координації нових  адаптацій. Саме на основі адаптаціогенезу відбувається прогресивний розвиток органічного світу. Живі істоти в процесі боротьби за існування стають все більш пристосованими до навколишнього середовища, ускладнюються і удосконалюються.
В  еволюційній біології гіпотези адаптаціогенезу користуються широкою популярністю. Вони дозволяють пояснити механізми збільшення  видової різноманітності і підвищення рівня організації живих істот. З позицій адаптаціогенезу еволюцію в найзагальнішому вигляді можна охарактеризувати як прогресивний розвиток організмів. Але при цьому виникає необхідність зрозуміти і визначити, що таке прогресивний розвиток, або прогрес, що вважати більш, а що менш прогресивним, які критерії прогресивного розвитку?
У біології існує декілька критеріїв прогресивності еволюційного розвитку організмів.

## Складність організації
Історично процес еволюції супроводжується ускладненням будови і функції організмів. Тому складність організації можна розглядати як один з показників прогресивного розвитку. Але виявляється, що це далеко не універсальна закономірність. У процесі еволюції багато організмів або їх системи та органи, навпаки, стають більш простими. Наприклад, щелепа у крокодила влаштована складніше, ніж у людини. Квіти магнолії складніші від квітів дзвоників, хоча останні еволюційно більш просунуті.
Ще одна проблема полягає в тому, що ускладнення організації робить живі системи менш стійкими. Змії і лисиці живляться мишоподібними гризунами. Змії — холоднокровні тварини, їм притаманний невисокий рівень  енергетичного обміну, і їм потрібно менше їжі в порівнянні з лисицями, які витрачають багато енергії на підтримку постійної температури тіла. Крім того, в зимовий період змії знаходяться в сплячці, а лисиці змушені добувати їжу з-під снігу. При цьому в роки низької чисельності мишоподібних гризунів або в багатосніжні зими лисиці часто гинуть від голоду. Іншим прикладом може служити співіснування бактерій і людини. Бактерії існують на Землі мільярди років і не збираються вимирати. Історія людини налічує кілька тисяч років, а вона вже поставила своє існування під загрозу від ядерної зброї, забруднення навколишнього середовища і т.і.
Крім того, в результаті еволюції у багатьох організмів відбувається спрощення будови. Наприклад, кити, вдруге пристосувалися до перебування у воді, втратили багато рис, властивих наземним ссавцям. Організми, що мешкають в печерах або під землею, втрачають органи зору і слуху. Особливо помітне спрощення організації тварин відбувається при переході до паразитичного способу життя. У таких тварин  редукуються багато органів, і вони фактично перетворюються на мішок з травною системою і репродуктивними клітинами. Всі ці факти свідчать про те, що складність організації не є надійним критерієм біологічного прогресу.

## Міра пристосованості
Ще одним критерієм прогресу в теорії адаптаціогенезу служить краща пристосованість організмів, що забезпечує їм успіх у  боротьбі за існування. Але і тут виникає проблема кількісної оцінки міри  пристосованості. Оскільки всі організми, що живуть в даний час, не знищені добором і існують разом, отже вони добре пристосовані до умов навколишнього середовища і один до одного і всі в рівній мірі прогресивні. Тобто, туберкульозна паличка в тій же мірі прогресивна, що і людина.

## Біологічний і морфофізіологічний прогрес
Спробу розділити дещо розпливчасте поняття прогресу на два поняття — прогрес біологічний і морфофізіологічний — зробив  О. М. Сєверцов (1925) в теорії головних напрямків еволюційного процесу. Критеріями біологічного прогресу, за Сєверцовим, служать (1) збільшення чисельності, (2) розширення ареалу, (3) прогресивна диференціація — збільшення видової різноманітності і підвищення швидкості видоутворення. Еволюційний сенс виділених критеріїв полягає в тому, що навіть примітивні форми можуть вважатися прогресивними, якщо вони представлені широким набором різних видів та інших систематичних груп, утворюють високу чисельність і займають великий ареал. Під морфофізіологічним прогресом розуміються великі зміни в плані будови організмів (ароморфоз), що підвищують енергію їх життєдіяльності.
Однак це уточнення вносить мало ясності в розуміння сутності еволюційного прогресу. Чисельність, просторове поширення та систематичне положення тих чи інших організмів зумовлені не їх більшою прогресивністю, а структурою  екологічної ніші і особливостями  біоценотичних зв'язків. Навіть найбільш еволюційно просунуті види в залежності від свого місця в природних біоценозах можуть бути нечисленними, мати вузький ареал і не утворювати великої кількості дочірніх таксонів. І навпаки, примітивні форми можуть займати таку екологічну нішу, яка дозволяє їм утворювати високу чисельність, широко розповсюджуватися по Землі і збільшувати систематичну різноманітність. Більш складна морфофізіологічна організація, як показано вище, служить сумнівним критерієм еволюційного прогресу. Крім того, нарівні з прогресом в природі існує і таке явище як морфофізіологічний регрес. При цьому неясно, чи можна морфофізіологічний регрес розглядати як біологічний або еволюційний прогрес.
Одна з найважчих проблем у теорії адаптаціогенезу зумовлена співіснуванням у природі вищих і нижчих форм життя. Якби еволюція йшла постійно під знаком підвищення адаптованості, то вона повинна була б йти у всіх групах організмів, і нижчих і вищих. Тоді на Землі навряд чи залишилися б примітивні форми, а всі організми були б еволюційно просунутими. Зазвичай присутність нижчих форм пояснюють тим, що вони не потребують еволюції, оскільки знаходяться в умовах, в яких висока організація не потрібна. Таке пояснення суперечить головному положенню теорії еволюції Дарвіна про відносний характер адаптацій і постійному підвищенні пристосованості організмів у результаті боротьби за існування навіть при незмінних умовах навколишнього середовища. Спільне існування різних за рівнем організації живих істот на Землі свідчить про те, що еволюція йде не у всіх групах, а лише в найбільш еволюційно просунутих. З'являється нова форма і як би «застигає», потім з'являється ще більш досконала форма і теж зупиняється у своєму розвитку.

## Проблема цілісності і спрямованості еволюції
Більшість прихильників теорії адаптаціогенезу вважає еволюцію живих істот ненаправленим процесом постійного підвищення їх пристосованості. Однак, на думку деяких авторів, еволюція являє собою цілісний і спрямований процес. Наприклад, Дж. Гакслі (1942) у своїй теорії обмеженого і необмеженого прогресу визнавав, що еволюція в цілому, безсумнівно, прогресивний процес, але прогрес цей в основному обмежений, груповий. Переходячи від  гради до гради, кожна група організмів (таксон) розвивається прогресивно, але, врешті-решт, приходить до стасігенезу або вимирання. Лише один напрямок еволюції, що призвів до виникнення людини, являє собою шлях необмеженого прогресу, оскільки зумовлює вихід на абсолютно новий рівень еволюції — соціальний (О. С. Сєверцов, 1987). Ця теорія повторює в загальних рисах теорію  цефалізації, запропоновану американським натуралістом Джеймсом-Двайтом Дана (James Dwight Dana) ще в 1855 році. Відповідно до цієї теорії розвиток природи спрямований на ускладнення  нервової системи організмів і завершується появою людини. Дана зауважив, що з ходом геологічного часу на нашій планеті у деяких її мешканців з'являється все більше і більше досконалий центральний нервовий апарат — мозок. Процес цей, названий їм енцефалізом, ніколи не йде назад і виражається полярним вектором часу в бік удосконалення центральної нервової системи і мозку.
До наших днів зберіг силу критерій прогресу, запропонований великим ембріологом  Карлом фон Бером: диференціація частин організму і спеціалізація їх для різних функцій. Нижчі ракоподібні мають найпростіші листоподібні кінцівки, що виконують усі функції однаково добре (або однаково погано). У вищих ракоподібних, наприклад, у річкового рака, одні кінцівки пристосовані для дотику, інші — для захоплення їжі і оборони, треті — для пережовування, четверті — для ходіння, п'яті — для спаровування, шості — для плавання. Людське суспільство у своєму розвитку також проходило подібні стадії — від примітивного  натурального господарства, де кожен забезпечував себе всім необхідним, до сучасного високорозвиненого господарства, з поділом праці й появою безлічі професій. З цієї аналогії ясно, що однією диференціації мало. Паралельно їй повинна йти інтеграція. Чим більш спеціалізовані частини організму, тим точніше вони повинні бути узгоджені одна з одною. Подібно до того, як сучасне високорозвинуте суспільство не може існувати без складних, часом дублюючих один одного каналів інформації, так і високорозвинений організм потребує досить складних систем регуляції: внутрішньоклітинної та міжклітинної, міжтканинної, гормональної та нервової. Диференціація та інтеграція — це дві сторони однієї медалі, що знаменує прогрес (Медников, 1975). Даний критерій прогресу передбачає не тільки підвищення складності організації, але й створення з окремих простих елементів інтегрованих біологічних систем організмового і надорганізмового рівнів.

## Ектогенетичні і екстрателуричні гіпотези еволюції
У різноманітних ектогенетичних концепціях еволюції стверджується, що всі основні революційні події в еволюції життя, аж до змін  фаун і  флор, викликалися геологічними переворотами, великими змінами фізико-географічних умов або космічними причинами. Обидві категорії явищ хронологічно пов'язані і, коли зміни умов на поверхні Землі підпорядковані певному ритму, перетворення біоти також носять періодичний (циклічний) характер.
Відмінною рисою всіх ектогенетичних гіпотез сполученої еволюції служить уявлення про те, що в історії Землі тривалі періоди, протягом яких зміни земної кори і фізичних умов на поверхні земної кулі відбувалися повільно і поступово, чергувалися з короткими періодами різких геологічних перетворень. У ці короткі періоди тільки й повинно було відбуватися формування нових типів організації і супутнього вимирання колишніх груп. Відомими прихильниками ідеї сполученої еволюції були авторитетні зарубіжні та вітчизняні вчені  В. П. Амалицький, В. Меттью,  П. П. Сушкін,  Б. Л. Личков та інші.
Деякі прихильники ектогенетичної гіпотези для пояснення зміни фаун привертають чинники позаземного походження. У сучасній теорії еволюції широке поширення набули «космічні» гіпотези О. Шиндевольфа, В. І. Красовського і І. С. Шкловського, які пояснювали різкі еволюційні зміни організмів космічними катастрофами, наприклад, підвищенням рівня сонячної радіації. Великою популярністю користується також астероїдна теорія, згідно з якою глобальні перетворення тваринного і рослинного світу відбувалися в результаті зіткнення Землі з великим космічним об'єктом — астероїдом або кометою. При цьому скорочення кількості сонячної радіації, що досягає поверхні Землі, викликане запиленням атмосфери при вибуху астероїда, повинно було на кілька років повністю призупинити фотосинтез, знизити температуру повітря, і, отже, спричинити масове вимирання тварин. У даний час набувають поширення гіпотези, в яких розглядається спільний вплив космічних і земних чинників на еволюцію органічного світу (Назаров, 1991).
Як приклад ектогенетичних гіпотез розглянемо концепцію  палеобіології В. О. Красилова, яка здобула широку популярність. Цей автор вважає основною причиною етапності макроеволюції «кліматичні цикли», приурочені до глобальних фаз орогенезу, або прогресивної еволюції. Він підійшов до проблеми рушійних сил  макроеволюції з широких системно-біологічних позицій. В його уяві, долі таксонів будь-якого рангу визначаються переважно біоценотичними відносинами, станом екологічних ценозів, які в свою чергу детермінуються змінами в рівновазі системи «клімат — біоценоз». Тому Красилов з повним правом розглядає переломні моменти в історії органічного світу як сингенетичні (філогенетичні) революції.
Сутність концепції Красилова полягає в наступному. Тривалі періоди гомеостатичного (сталого) стану екосистем (вони тривають близько 100 млн років) змінюються відносно короткими періодами, коли внаслідок періодичних змін клімату екологічно закриті біоценози перетворюються на відкриті. При цьому знижується тиск добору і змінюється загальна спрямованість розвитку ценотичних популяцій, а саме тенденція до звуження екологічних ніш, спеціалізації і втрати частини адаптивного комплексу змінюється на протилежну — до екологічної експансії і придбання нових адаптацій. При похолоданні біоценози виявляються перенасиченими, а при потеплінні — недонасиченими. У першому випадку на основі посилення r-добору і елімінації «надлишкових» видів відбувалися спрощення структури біоценозів і зниження шансів таксонів на перебудови мегаеволюційного плану. У другому випадку за рахунок посилення K-добору, дроблення екологічних ніш,  адаптивної радіації йшло ускладнення біоценозів і становлення нових типів організації (Красилов, 1973, 1977).
У ектогенетичних гіпотезах еволюції повністю відсутні уявлення про телеологічний характер еволюції. З іншого боку, ідея спряженості тектонічних фаз і еволюційних перетворень крупного масштабу в цілому чужа системі поглядів як  Ч. Лайєля, так і Ч. Дарвіна, які висунули і всебічно обґрунтували уявлення про плавність та повільність геологічних і біологічних перетворень на основі звичайних причин, що діють і понині (принцип актуалізму).

## Уявлення про біологічну еволюцію з позицій різних еволюційних гіпотез
Телеологічні концепції еволюції ґрунтуються на релігійно-філософських поглядах і в цілому дають логічно найбільш несуперечливе і глибоке пояснення закономірностей еволюції органічного світу. У них основна увага приділяється аналізу причин, рушійних сил, кінцевої мети еволюційного процесу. Головна інтуїція прихильників телеологічних концепцій полягає в тому, що еволюція вищих форм організмів з нижчих форм не може відбуватися сама по собі без втручання вищої, розумної сили, або Бога. Принципові труднощі в розумінні задуму Бога про розвиток світу і перевірці науковими методами існування божественного плану розвитку природи приводило до заперечення ідеї кінцевої мети еволюції органічного світу, і довгий час телеологічні концепції еволюції розглядалися як ненаукові.
Розвиток біології та науки в цілому призводить до поступового відновлення ідеї телеології і розуміння того, що еволюція органічного світу відбувається не випадково, а за певною програмою, закладеною в якомусь невідомому нам генетичному коді Всесвіту або ж у творчій ідеї її Творця. Як раз в живих організмах на кожному кроці розвиток визначається не тим, що передує даному стану організму, а тим «завданням», яке «вкладено» в даний організм. Численні факти, отримані в наші дні, дозволяють все більш впевнено говорити про направлений характер біологічної еволюції.
Виходячи з телеологічного підходу, поняття еволюції в найбільш загальному вигляді можна визначити як творчий процес створення і розвитку світу, кінцева мета якого визначається невідомим нам поки божественним задумом. Це визначення еволюції не має в даний час надійних фактичних підстав в науці, але може слугувати теоретичним фундаментом для створення нової еволюційної теорії, на порозі якої стоїть біологія і вся сучасна наука. Досі в науці ідея Божественного творення світу відкидалася, але здоровий глузд, логіка і результати сучасних наукових досліджень змушують все більше число вчених приймати цю точку зору.
Гіпотези адаптаціогенезу, на відміну від телеологічних концепцій, залишають в стороні питання про першопричини еволюції і приділяють головну увагу аналізу конкретних механізмів еволюційного процесу. Вони ґрунтуються переважно на еволюційній теорії Ч. Дарвіна і досліджують роль біотичних і абіотичних відносин організмів у появі та розвитку еволюційно значимих ознак, що ведуть до появи нових видів. Відповідно до теорії Дарвіна, головну роль в процесі видоутворення грають біотичні відносини організмів, обумовлені перенаселенням, боротьбою за існування, спеціалізацією і розбіжністю в різні екологічні ніші. Тобто саме характер взаємин організмів визначає можливість самої еволюції і дію її механізмів при стабільних умовах середовища. Гіпотези адаптаціогенезу складають основний зміст сучасної еволюційної біології і грають головну роль в розвитку еволюційної теорії.
Ектогенетичні і екстрателуричні гіпотези еволюції, так само як і гіпотези адаптаціогенезу, не стосуються глибоких релігійно-філософських аспектів еволюції і спрямовані на вивчення ролі абіотичних факторів в еволюційному перетворенні організмів. Незважаючи на те, що головну роль в еволюції відіграють біотичні відносини, абіотичні фактори також впливають на процес еволюційного перетворення організмів. Число видів і рівень організації живих істот багато в чому визначається різноманітністю умов існування на Землі. У цьому відношенні ектогенетичним і екстрателуричним гіпотезам еволюції належить важлива роль у вирішенні багатьох принципових проблем еволюційної теорії.
Адаптаційні, екстрателуричні і ектогенетичні теорії еволюції обмежуються вивченням найближчих причин і конкретних механізмів еволюції організмів і не дозволяють зрозуміти, що являє собою еволюція світу як цілісний, цілеспрямований і доцільний процес. В рамках тільки цих досліджень в даний час не можна виявити об'єктивну сутність поняття еволюції.